# Миленко Шуваковић (редитељ)
Миленко Шуваковић (Земун, 25. децембар 1923 — Београд, 15. децембар 1978) био је југословенски и српски позоришни редитељ и универзитетски професор.

## Биографија
Рођен је у породици свештеника. Завршио је основну школу и гимназију у Земуну.
Избачен је из школе због сарадње са Напредним покретом. Средњу школу је наставио у Руми а дипломирао је у Панчеву.
Шуваковић је био официр ЈНА.
Дипломирао је права 1949. на Правном факултету у Београду. Студио је режију на Факултету драмских уметности и дипломирао 1953. у класи професора Јосипа Кулунџића.
На четвртој години студија ради у Југословенском драмском позоришту као помоћник режисера и књижничар.
Неколико пута је студијски боравио у Паризу.
Радио је као редите драме у Српском народном позоришту, где је имао редитељски деби 1954. У Српском народном позоришту радио је и као драматург.
Од 1964. до 1965. био је уметнички директор Стеријиног позорја. Он је вршио избор представа за IX и X југословенске позоришне игре.
Био је један од покретача часописа Сцена и уредник неколико публикација.
Режирао је у неколико позоришта у Србији и Босни и Херцеговини.
Као наставник Државне позоришне школе у Новом Саду, предавао је историју југословенских књижевности и глуму.
Гостовао је као предавач и говорник на трибинама и курсевима за позоришне аматере.
Бавио се превођењем. За потребе СНП драматуршки је прерадио Аристофанову Лисистрату и превео са руског Понижене и увређене у драматизацији Л. Рахманова и З. Јуткевича.
Шуваковић је један од оснивача и организатора прве Мале сцене СНП у Радничком дому (1957).

## Награде
- Стеријина награда за режију[1]
- Октобарска награда града Новог Сада[1]
- Медаља за храброст[1]

## Театрографија
- Кандида, 28.12.1951, Београд, Југословенско драмско позориште[2]
- Федра, 06.12.1952, Београд, Југословенско драмско позориште[2]
- Људи без вида, 10.04.1953, Крагујевац, Књажевско-српски театар[2]
- Истина је мртва, 15.04.1954, Крагујевац, Књажевско-српски театар[2]
- Дубоко плаво море, 16.04.1954, Нови Сад, Српско народно позориште[2]
- Љубав је свему крива, 18.11.1954, Нови Сад, Српско народно позориште[2]
- Истина је мртва, 25.11.1954, Ужице, Народно позориште у Ужицу[2]
- Истина је мртва, 03.02.1955, Вршац, Народно позориште 'Стерија'[2]
- Коломба, 11.06.1955, Нови Сад, Српско народно позориште[2]
- Филип и Јона, 04.12.1955, Нови Сад, Српско народно позориште[2]
- Иза затворених врата, 24.01.1957, Београд, Атеље 212[2]
- За Лукрецију, 18.10.1957, Нови Сад, Српско народно позориште[2]
- Осврни се у бесу, 15.02.1958, Нови Сад, Српско народно позориште[2]
- Кула вавилонска, 08.11.1958, Нови Сад, Српско народно позориште[2]
- Понижени и увређени, 19.03.1959, Нови Сад, Српско народно позориште[2]
- Доживљаји Николетине Бурсаћа, 26.04.1959, Нови Сад, Српско народно позориште[2]
- Лисистрата, 05.11.1959, Нови Сад, Српско народно позориште[2]
- Кула Вавилонска, 29.11.1959, Сомбор, Народно позориште[2]
- Иза затворених врата, 01.01.1960, Нови Сад, Српско народно позориште[2]
- Понижени и увређени, 10.01.1960, Нови Сад, Српско народно позориште[2]
- Иза затворених врата, 14.05.1960, Зрењанин, Народно позориште 'Тоша Јовановић'[2]
- Човек, животиња и врлина, 21.02.1961, Нови Сад, Српско народно позориште[2]
- Вучјак, 30.11.1961, Нови Сад, Српско народно позориште[2]
- Човек, животиња и врлина, 15.03.1962, Зрењанин, Народно позориште 'Тоша Јовановић'[2]
- Први дан слободе, 20.03.1962, Зрењанин, Народно позориште 'Тоша Јовановић'[2]
- Интимне приче, 19.10.1962, Нови Сад, Српско народно позориште[2]
- Клопка за осам беспомоћних жена, 24.11.1962, Сомбор, Народно позориште[2]
- Прљаве руке, 25.12.1962, Нови Сад, Српско народно позориште[2]
- Муж, жена и смрт, 02.02.1963, Сомбор, Народно позориште[2]
- Бановић Страхиња, 08.10.1963, Нови Сад, Српско народно позориште[2]
- Два лопова, 10.01.1964, Нови Сад, Српско народно позориште[2]
- Свиња, 10.01.1964, Нови Сад, Српско народно позориште[2]
- Три сестре, 19.01.1965, Нови Сад, Српско народно позориште[2]
- Филумена Мартурано, 02.11.1965, Нови Сад, Српско народно позориште[2]
- Иза затворених врата, 11.11.1981, Београд, Југословенско драмско позориште[2]